# Lichmera argentauris
Lichmera argentauris е вид птица от семейство Meliphagidae.

## Разпространение
Видът е разпространен в Индонезия.